# Hors-bord (série littéraire)
Pour les articles homonymes, voir Hors-bord (homonymie).
Hors-bord est une série de 7 livres de Arnaud Robert et Frédéric Clot publiée entre 2009 et 2012.

## Résumé
«Expérience éditoriale atypique à la croisée du roman de gare et du beau livre», la série Hors-Bord est une œuvre à quatre mains: textes d'Arnaud Robert et images de Frédéric Clot. Les 6 premiers volumes se déroulent dans un temps indéterminé «en équilibre instable entre aujourd'hui et demain» et dans différents lieux (Haïti, Afrique du Sud, îles du sud-est asiatique, zones sub-urbaines) qui «seraient difficiles à situer s’il n’y avait l’odeur, la température des mots et des phrases». Le septième volume est une reprise des six premiers, lus et commentés par un lecteur emprisonné, qui n'aurait eu que Hors-Bord sur sa table de chevet.

## Volumes
- L'application, art&fiction, Lausanne, 2009.
- Les dimanches, art&fiction, Lausanne, 2009.
- Insulation, art&fiction, Lausanne, 2010.
- Les afters, art&fiction, Lausanne, 2010.
- Bobo fasciste, art&fiction, Lausanne, 2012.
- Depuis les vitres, art&fiction, Lausanne, 2012.
- Playzone, art&fiction, Lausanne, 2012.